# ボイスパラダイス (ゲーム)
『ボイスパラダイス』（Voice Paradise）は、1996年5月17日にNECホームエレクトロニクスからPC-FX用ソフトとして発売されたアドベンチャーゲームである。
同年11月22日、『ボイスパラダイス エクセラ』（Voice Paradice Excella）のタイトルでPlayStationに移植された。PS版ではイベント数が増加され、FX版では収録しきれなかった未使用映像を取り入れている。

## 登場キャラクター
※久川綾、國府田マリ子、丹下桜、永島由子、富沢美智恵といった5人の声優を起用しており、このゲームの主人公を手助けしてくれる3人のメインキャラクターに好きな声優の声をキャスティングすることができる。3人の妖精を同じ声優にする事も可能。さらにゲームの目的となる声集めの対象となる声優も、5人の中から選択できる。
シトロン

ジャスミン

シナモン

## スタッフ
ボイスパラダイス
- 出演：久川綾、國府田マリ子、丹下桜、永島由子、富沢美智恵
- キャラクターデザイン：すぎやま現象
- 脚本・演出・声の出演：千葉繁
- スーパーバイザー：竹内政夫
- ディレクター：橋本博忠、飯坂篤
- プロモーション：粕谷康伸、近藤信之、桑原秀夫、秋葉恵美
- マーケティング：利岡雅包、原子勝彦、立花芳行、柳田亨、松江一郎、三上貴也、菅沼恒次、佐藤千都世、NECパーソナルシステム株式会社（若園丈児、中田光彦、益子祐司、高野隆志、鎖是武、曽根和洋、香林秀和、菊池弘和、池尻正己、竹ノ内義輝）
- プロデューサー：田村里佳（株式会社アスク講談社）
- 開発プロデューサー：山中正治（株式会社フィルインカフェ）
- プログラマー：渡辺寛太、古城英吉（株式会社フィルインカフェ）
- CGデザイナー：本田猛、西村仁志、原由知、鎌田絵里、我妻毅彦、東敏彦（株式会社フィルインカフェ）
- スペシャルサンクス：紺谷昌也、小畑淳夫、保坂亨、國分政行、長谷川正人、達川淳一、駒田洋介、森祥昭（株式会社フィルインカフェ）
- シナリオ制作：冒険企画局
- 映像制作：株式会社KLIPLIX
- アニメーション制作：株式会社メルヘン社
- 音楽制作：株式会社ミント
- 音声制作・コーディネーション：サイトロン＆アート株式会社
- ジャケット撮影：小松信夫
- ヘアメイク：藤峰典子、南田英昭
- アーティストプロデューサー：古市利雄（株式会社青二プロダクション）
- アーティストマネージャー：栗原由利子、塩沢紀子（株式会社青二プロダクション）
- 協力：株式会社青二プロダクション、株式会社エイティワン・プロデュース、株式会社カメレオンハウス、株式会社セントラルミュージック、株式会社徳間ジャパンコミュニケーションズ、株式会社トライス、株式会社バップ、NTT MEDIA LAB、SONATA CLUB STUDIO、佐々木誠人、平喜美子、三枝あ希子（徳間書店ボイスアニメージュ）
- 企画・制作：株式会社アスク講談社
- エグゼクティブプロデューサー：安田清明（日本電気ホームエレクトロニクス株式会社）
- 発売元：日本電気ホームエレクトロニクス株式会社

ボイスパラダイス エクセラ
- 出演：久川綾、國府田マリ子、丹下桜、永島由子、富沢美智恵
- キャラクターデザイン：すぎやま現象
- 脚本・演出・声の出演：千葉繁
- スーパーバイザー：天谷修平
- プロデューサー・ディレクター：田村里佳
- プロモーション：亀谷勝彦
- マーケティング：村山実
- アシスタントディレクター：辰田元、夏川穀史、杉山英夫
- プログラム：渡辺寛太
- グラフィック：本田猛、我妻毅彦
- 映像処理：中島洋一、佐々木和人、寺林潤
- スペシャルサンクス：山中正治、鉗谷昌也、保坂亨、松村圭子、山下るみ子、長谷川正人、勝原直樹、株式会社フィルインカフェ
- シナリオ制作：冒険企画局
- 映像制作：株式会社KLIPLIX
- アニメーション制作：株式会社メルヘン社
- 音楽制作：株式会社ミント
- 音声制作・コーディネーション：サイトロン＆アート株式会社
- ジャケット撮影：小松信夫
- ヘアメイク：藤峰典子、南田英昭
- アーティスト・プロデューサー：古市利雄（青二プロダクション）
- アーティスト・マネージャー：栗原由利子、塩沢紀子（青二プロダクション）
- 協力：株式会社青二プロダクション、株式会社エイティワン・プロデュース、株式会社カメレオンハウス、株式会社セントラルミュージック、株式会社徳間ジャパンコミュニケーションズ、株式会社トライス、株式会社バップ、NTT MEDIA LAB、SONATA CLUB STUDIO、佐々木誠人、平喜美子、三枝あ希子（徳間書店「ボイス・アニメージュ」）
- 製作：小川晴夫
- パブリッシャー：天谷修身
- 発売元：株式会社アスク講談社

## ドラマCD
- 『ドラマCD ボイスパラダイス』（BMGビクター、1997年6月21日発売）BVCH-1418

収録内容
1. 妖精たちの試練
2. 大都会へようこそ
3. 悪戦苦闘!
4. 「エルフィントライアングル」
5. 戻ってきました妖精王国

キャスト
- ジャスミン：久川綾
- シトロン：國府田マリ子
- ローズマリー：丹下桜
- ミント：永島由子
- シナモン：富沢美智恵